# Aiguille des Arias
L'Aiguille des Arias (3.403 m s.l.m.) è una montagna del Massiccio degli Écrins che si trova nel dipartimento francese dell'Isère.

## Punti di appoggio
- Refuge de Font Turbat, 2194 m